# 54. pehotni polk (Avstro-Ogrska)
Za druge 54. polke glejte 54. polk.
54. pehotni polk (izvirno nemško Mährisches Infanterie Regiment »Alt-Starhemberg« Nr. 54; dobesedno slovensko: Mariški pehotni polk »Alt-Starhemberg« št. 54) je bil pehotni polk k.u.k. Heera.

## Poimenovanje
- Mährisches Infanterie Regiment »Alt-Starhemberg« Nr. 54
- Infanterie Regiment Nr. 54 (1915 - 1918)

## Zgodovina
Polk je bil ustanovljen leta 1661. 

### Prva svetovna vojna
Polkovna narodnostna sestava leta 1914 je bila sledeča: 64% Čehov, 30% Nemcev in 6% drugih. Naborni okraj polka je bil v Olmützu, pri čemer so bile polkovne enote garnizirane sledeče: Olmütz (štab, I., III. in IV. bataljon) in Jägerndorf (II. bataljon).
V sklopu t. i. Conradovih reform leta 1918 (od junija naprej) je bilo znižano število polkovnih bataljonov na 3.

## Organizacija
1918 (po reformi)
- 1. bataljon
- 2. bataljon
- 3. bataljon

## Poveljniki polka
- 1859: Joseph Ceschi a Santa Croce[7]
- 1865: Johann Jonak von Freyenwald[8]
- 1879: Emil Soucop von Dobenek[9]
- 1908: Otto von Schmid[10]
- 1914: Anton Rada[1]